# Donald Hamish Cameron of Lochiel
Donald Hamish Cameron of Lochiel KT, CVO (ur. 12 września 1910, zm. 26 maja 2004), XXVI Naczelnik Klanu Cameronów, szkocki magnat i posiadacz ziemski, najstarszy syn Donalda Waltera Camerona of Lochiel, XXV Naczelnika, i lady Hermione Emily Graham, córki 5. księcia Montrose.
Wykształcenie odebrał w Harrow Scholl (Londyn) i Balliol College (Oksford), którą uczończył w 1933 r. z tytułem bakałarza sztuk. W 1929 r. wstąpił do Lovat Scouts. Po wybuchu II wojny światowej został zmobilizowany. Walczył w kampanii francuskiej 1940 r., gdzie został wspomniany w rozkazie dziennym i awansowany do rangi majora. W latach 1943–1945 walczył na froncie włoskim. W 1944 r. został odznaczony medalem Territorial Decoration, zaś rok później awansowany do stopnia podpułkownika.
Po zakończeniu wojny mieszkał przez pewien czas w Londynie. Po śmierci ojca 1951 r. został kolejnym Naczelnikiem Klanu Cameronów. Przeniósł się wówczas do swojej rodowej posiadłości w Achnacarry. W Szkocji sprawował on wiele różnych funkcji. Był dyrektorem Królewskiego Banku Szkocji (1954-1980), Komisarzem Posiadłości Koronnych (1957-1969), Sędzią Pokoju w Inverness-shire i Lordem Namiestnikiem tego hrabstwa (1971-1985).
W 1957 r. został awansowany do rangi pułkownika. Był również honorowym pułkownikiem 4/5 batalionu Cameron Highlanders (od 1958 r.), 3 batalionu Queen’s Own Cameron Highlanders (1967-1969) i 2 batalionu Highland Volunteers (1970-1975). W 1970 r. został odznaczony Krzyżem Komandorskim Królewskiego Orderu Wiktoriańskiego, zaś w 1973 r. kawalerem Orderu Ostu.
Cameron utrzymywał kontakty z członkami klanu w Ameryce Północnej i w Anglii. Wspierał badania nad historią rodu, które zaowocowały książką The Camerons - A History of Clan Cameron, wydaną w 1971 r. W roku 1989 doprowadził razem z synem, Donaldem Angusem, do otwarcia Muzeum Klanu Cameronów.
21 lipca 1939 r. poślubił Margaret Doris Gathorne-Hardy (29 stycznia 1913 - 16 marca 2006), córkę podpułknika Nigela Gathorne-Hardy’ego i Doris Johnston, córki sir Charlesa Johnstona. Donald i Margaret mieli razem dwóch synów i dwie córki:
- Margaret Anne Cameron (ur. 5 sierpnia 1942), żona Timothy'ego Elwyna Nott-Bowera, ma dzieci
- Caroline Marion Cameron (ur. 9 sierpnia 1943), żona Blaise'a Noela Anthony’ego Hardmana, ma dzieci
- Donald Angus Cameron of Lochiel (ur. 2 sierpnia 1946), XXVII Naczelnik Klanu Cameronów
- John Alistair Nigel Cameron (ur. 24 czerwca 1954), ożenił się z Julią R. Wurtzburg i ma dzieci

Donald Hamish Cameron zmarł w 2004 r. w wieku 94 lat. Jest najdłużej żyjącym Naczelnikiem Klanu Cameronów w historii.